# Chundana
Chundana este un gen de insecte lepidoptere din familia Uraniidae.

Cladograma conform Catalogue of Life:
| Chundana | \| \| Chundana assimilis \| \| \| \| \| \| Chundana farinosa \| \| \| \| \| \| Chundana fulvilunata \| \| \| \| \| \| Chundana lugubris \| \| \| \| \| \| Chundana maculata \| \| \| \| \| \| Chundana phaeospila \| \| \| \| |
|          | \| \| Chundana assimilis \| \| \| \| \| \| Chundana farinosa \| \| \| \| \| \| Chundana fulvilunata \| \| \| \| \| \| Chundana lugubris \| \| \| \| \| \| Chundana maculata \| \| \| \| \| \| Chundana phaeospila \| \| \| \| |
|          | Chundana assimilis |
|          | |
|          | Chundana farinosa |
|          | |
|          | Chundana fulvilunata |
|          | |
|          | Chundana lugubris |
|          | |
|          | Chundana maculata |
|          | |
|          | Chundana phaeospila |
|          | |